# ホーボーケン (ニュージャージー州)
ホーボーケン（Hoboken）は、アメリカ合衆国ニュージャージー州のハドソン郡にある都市。人口は6万0419人（2020年）。ハドソン川に面しており、対岸はニューヨークのマンハッタンである。長年、人口減少に悩まされ町は荒廃していたが、2000年以降は人口増加に転じており活気を取り戻しつつある。

## 地理

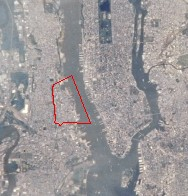
NASA撮影のホーボーケン（赤枠）

ホーボーケンは、北緯40度44分41秒 西経74度1分59秒 / 北緯40.74472度 西経74.03306度 (40.744851, -74.032941)に位置する。ハドソン川西岸にあり、北側でユニオンシティ、南側でジャージーシティと隣接している。市域の南端に交通の要衝ホーボーケン駅が立地している。川の対岸はロウアー・マンハッタンであり、チェルシーやウエスト・ヴィレッジに近い。
アメリカ合衆国統計局によると、ホーボーケン市は総面積3.3 km2である。うち1.8 km2が陸地で残りが水域である。総面積の35.35%が水域となっている。
ZIPコード（郵便番号）は07030、地域コードは201オーバーレイ551である。

## 人口動態
| ホーボーケン市 年代ごとの人口推移 |          |         |
| 年                                | 人口     | 増減率  |
| 1860年                            | 9,662人  | -       |
| 1870年                            | 20,297人 | 110.1%  |
| 1880年                            | 30,999人 | 52.7%   |
| 1890年                            | 43,648人 | 40.8%   |
| 1900年                            | 59,364人 | 36.0%   |
| 1910年                            | 70,324人 | 18.5%   |
| 1920年                            | 68,166人 | －0.0%  |
| 1930年                            | 59,261人 | －13.1% |
| 1940年                            | 50,115人 | －15.4% |
| 1950年                            | 50,676人 | 1.1%    |
| 1960年                            | 48,441人 | －9.6%  |
| 1970年                            | 45,380人 | －6.3%  |
| 1980年                            | 42,460人 | －6.4%  |
| 1990年                            | 33,397人 | －21.3% |
| 2000年                            | 38,577人 | 11.6%   |
| 2010年                            | 50,005人 | 22.9%   |
| 2020年                            | 60,469人 | 17.3%   |
| footnote=出典:                    |          |         |

以下は2000年の国勢調査による人口統計データである。

### 基礎データ
- 人口: 38,577人
- 世帯数: 19,418世帯
- 家族数: 6,835家族
- 人口密度: 11,636.5人/km2（30,239.2人/mi2）全米第4位[5]
- 住居数: 19,915軒
- 住居密度: 6,007.2軒/km2（15,610.7軒/mi2）

### 人種別人口構成
- 白人: 80.82%
- アフリカン・アメリカン: 4.26%
- ネイティブ・アメリカン: 0.16%
- アジア人: 4.31%
- 太平洋諸島系: 0.05%
- その他の人種: 7.63%
- 混血: 2.78%
- ヒスパニック・ラテン系: 20.18%

### 年齢別人口構成
- 18歳未満: 10.5%
- 18–24歳: 15.3%
- 25–44歳: 51.7%
- 45–64歳: 13.5%
- 65歳以上: 9.0%
- 年齢の中央値: 30歳
- 性比（女性100人あたり男性の人口）
  - 総人口: 103.9
  - 18歳以上: 103.9

### 世帯と家族（対世帯数）
- 18歳未満の子供がいる: 11.4%
- 結婚・同居している夫婦: 23.8%
- 未婚・離婚・死別女性が世帯主: 9.0%
- 非家族世帯: 64.8%
- 単身世帯: 41.8%
- 65歳以上の老人1人暮らし: 8.0%
- 平均構成人数
  - 世帯: 1.92人
  - 家族: 2.73人

### 収入と家計
- 収入の中央値
  - 世帯: 62,550米ドル
  - 家族: 67,500米ドル
  - 性別
    - 男性: 54,870米ドル
    - 女性: 46,826米ドル
- 人口1人あたり収入: 43,195米ドル
- 貧困線以下
  - 対人口: 11.0%
  - 対家族数: 10.0%
  - 18歳未満: 23.6%
  - 65歳以上: 20.7%

## 市の名称

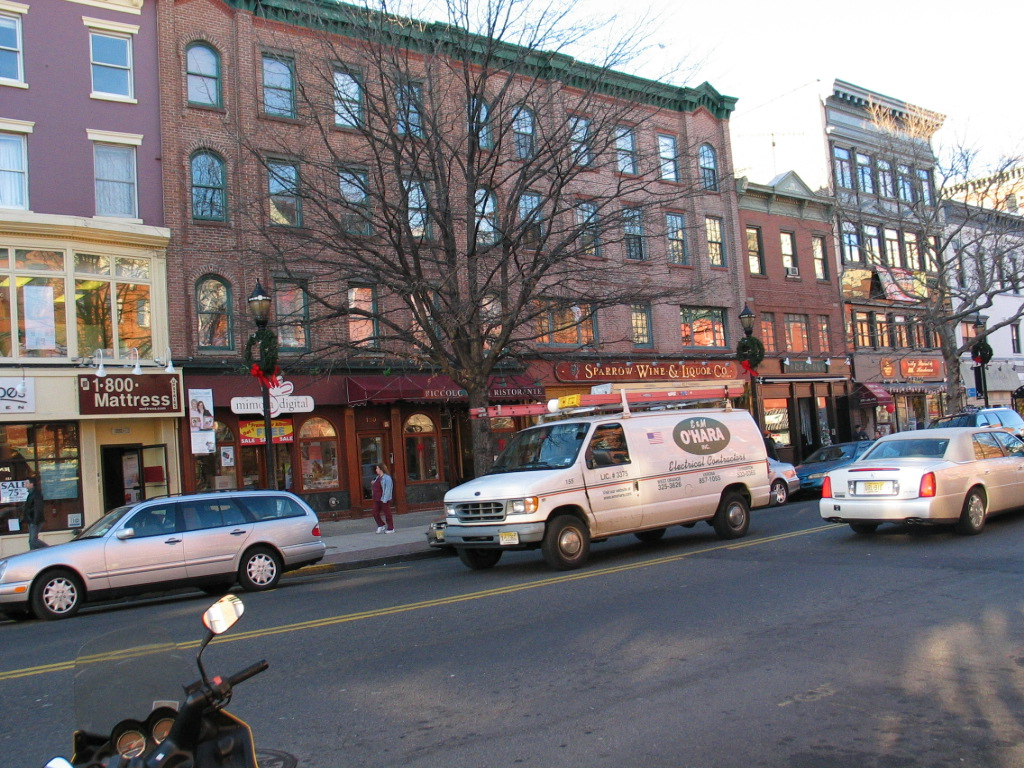
ホーボーケンのワシントン・ストリート。イタリアン様式の建物

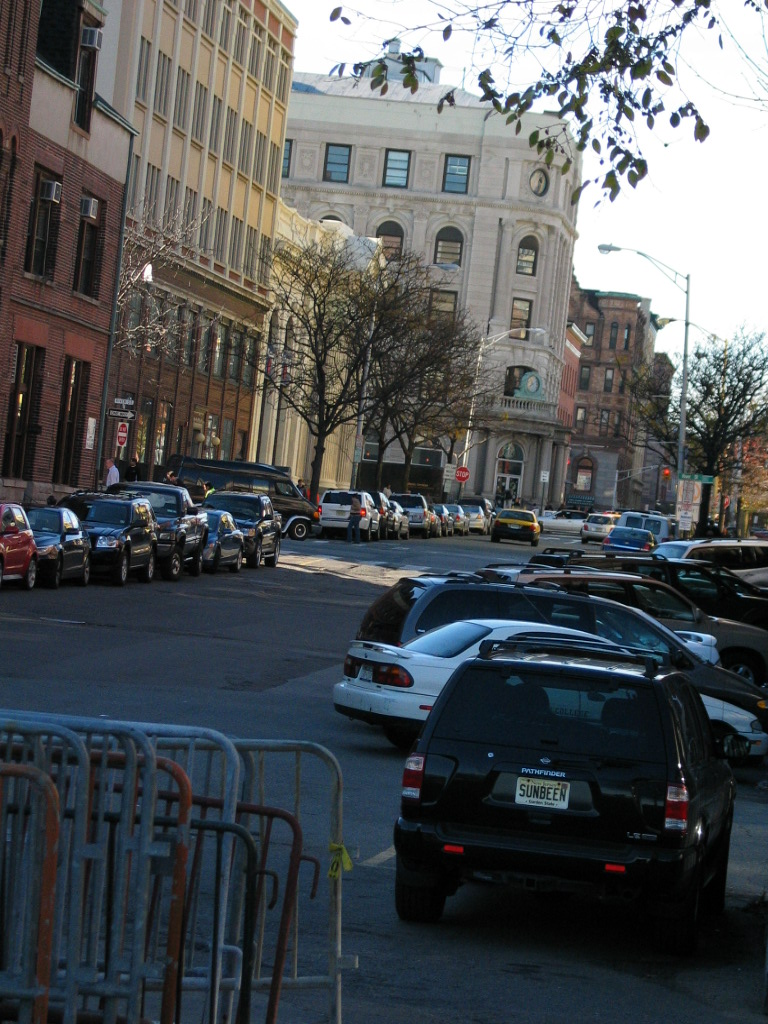
ホーボーケンの通り

ホーボーケンという名前はジョン・スティーブンス大佐がこの地域一帯の土地を購入した時に付けられた。
レナペ族（後にデラウェア族インディアンと呼ばれた）がここで石鹸石を集めてパイプを彫り出していたので、この地域を「タバコのパイプの土地」と呼んでおり、その言葉「ホポガン・ハッキング」(Hopoghan Hackingh)が訛ったものと信じられている。
この地域に最初に住んだヨーロッパ人はニューネーデルラントに移住したオランダ人開拓者であり、レナペ族の言葉を縮めた可能性がある。ただし、それを確認できる文書化された記録は無い。やはり確認は出来ないが、1983年にベルギーのアントウェルペンに併合されたフランドルの町、「ホーゲ・ブーヘン」(Hooghe Buechen)または「ホーゲ・ブーケン」(Hoge Beuken)(en)から名付けられたという説がある。この名前は中世オランダ語から派生したもので、「高いブナ」という意味がある。また、17世紀オランダのロッテルダムで地主であったヴァン・ホボーケン(Van Hoboken)一家に因んで名付けられたという説もある。ロッテルダムには一家の名前を採った広場がある。18世紀と19世紀にニュージャージー北部で話されていたジャージー・ダッチというオランダ語の方言があるが、これはゼーラント語とフランドル語を基に英語とおそらくレナペ語の影響を受けた者であり、そのジャージー・ダッチでこの地域が何と呼ばれていたかも明らかでない。
北に隣接するウィーホーケンや、南のコミュニポーおよびハリシマスと同様に、ホーボーケンはその時代の話し言葉の中で変化してきた。高い崖を意味しキャッスル・ポイントを指す可能性のある古オランダ語の「ホーブック」(Hoebuck)は植民地時代に使われ、後に英語では「Hobuck」と綴られてきた。
ホーボーケンの非公式のニックネームは「マイル・スクェア・シティ」であるが、実際にハドソン川の水面下にある部分を含めれば2平方マイルある。19世紀終盤から20世紀初めにかけてのホーボーケンは、人口も文化もドイツ語を話す人々が圧倒的なものになり、時には「リトル・ブレーメン」と呼ぶこともあった。それらの人々の多くはノースバーゲンのホーボーケン墓地に埋葬されている。

## 歴史

### 初期と植民地時代
ホーボーケンは元々島であり、東はハドソン川、西はニュージャージー断崖の足下にある干潟であった。そこはレナペ族が季節によって宿営地としていた。レナペ族はハドソン川とデラウェア川の間の土地に2,800年以上も住んでいたと考えられている。この地域の領有権を主張した最初のヨーロッパ人はオランダ東インド会社のためにこの地域を航海したイギリス人ヘンリー・ハドソンであった。ハドソンは乗ってきたハーヴ・ミーン（ハーフ・ムーン）号を1609年10月2日にウィーホーケン・コーブに停泊させた。この新しい地域を管理するためにユナイテッド・ニューネデルラント会社が創られ、1623年6月にオランダ植民地となった。1630年、アムステルダム市長でオランダ西インド会社の支配人でもあったミカエル・ポーウが、4年以内に50人以上の開拓村を作るという条件でノースリバーと呼ばれていた川の西岸の地主特許を得た。3人のレナペ族が80ファソム (146 m)の貝殻玉、20ファソム (37 m)の布、12個の薬罐、6挺の銃、2枚の毛布、1個のダブルケトル、および半樽のビールと引き替えに、ホーボーケンとなる土地（一部はジャージーシティ）を売却した。これらの取引は1630年7月12日から11月22日までの様々な日付が記されており、当時この地域の運搬手段の違いによるものと思われる。ポーウ（ラテン語名はパヴォニア）は開拓地を作れなかったので、1633年に会社に土地を買い戻された。後にヘンドリック・ヴァン・ヴォルストが取得し、一部を農夫のエールト・ヴァン・プッテンに貸与した。1643年、後にキャッスル・ポイントと呼ばれる場所の北に、ヴァン・プッテンは家と北アメリカでは最初の醸造所を建てた。一連のインディアンとオランダ人の襲撃とその報復の中で、ヴァン・プッテンは殺され家も破壊され、パヴォニア（当時の地域名）の全ての住人はニューアムステルダムに戻るよう命令された。レナペ族との関係が気まずくなり、この孤立した島はニューアムステルダムとの距離もあったことからそれ以上の植民が進まなかった。1664年イギリスがほとんど抵抗も無いままにニューアムステルダムを占領し、1674年にこの地域は東ジャージー植民地の一部となった。この植民地が1675年に4つの地域区分に分けられ、ホーボーケンはバーゲン郡の一部となり、1840年2月22日にハドソン郡が創られたときにその一部となった。ニューイングランドからやってきた英語を話す人々がオランダ人とともにこの地域にパラパラと入ったが、ほとんど人口は増えず農地のままであった。最終的にこの地域はウィリアム・ベイアードの所有するところとなった。ベイアードは最初はアメリカの独立を支持していたが、1776年にハドソン川と改名された川の西岸を含みニューヨーク市がイギリス軍に陥落すると王党派に鞍替えした。アメリカ独立戦争が終わった時、ベイアードの土地はニュージャージー革命政府に没収された。1784年「ウィリアム・ベイアードのホーバックの農地」とされる土地が競売に掛けられ、ジョン・スティーブンス大佐の手に英貨18,360ポンドで落ちた。

### 19世紀

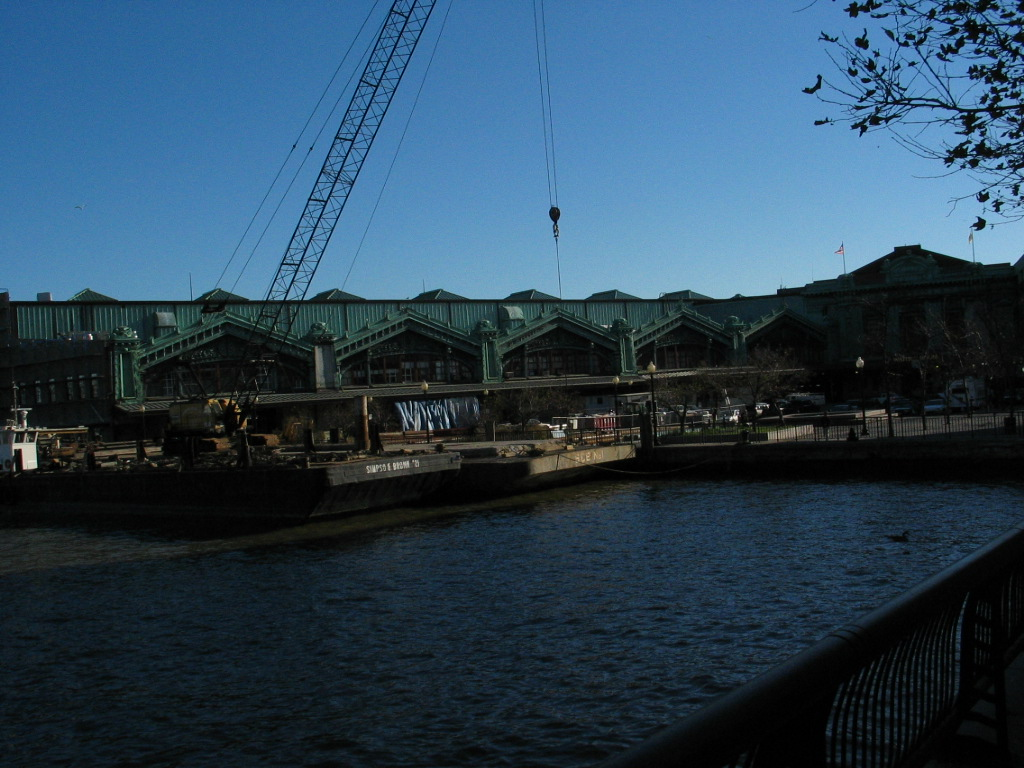
鉄道駅前のフェリー乗船場

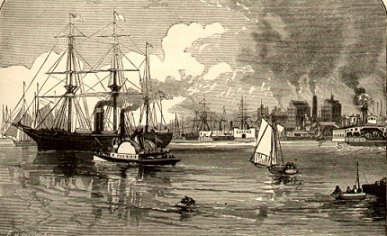
1880年代のハドソン川

1800年代初期、ジョン・スティーブンス大佐は水際をマンハッタン住人のリゾート地として開発し、これが利益の上がる収入源になった。その金はスティーブンスが多くの機械的な発明を試すために使われた可能性がある。1811年10月11日、スティーブンスはその持ち船ジュリアナ号で、マンハッタンとホーボーケンの間を世界では初めての蒸気船を使った渡しを始めた。1825年、スティーブンスは自分の所有地を走る蒸気機関車と数両の客車を設計し作り上げた。1832年、泉の水を呼び物とするシビルの洞窟を開き、1841年にエドガー・アラン・ポーがその場所で起こった事件を題材に「マリー・ロージェの謎」を書いた後は伝説になった。1880年代遅くに泉は汚染されていることが分かって閉鎖され、1930年代にはコンクリートで埋められた。1838年、スティーブンスが死ぬ前に、ホーボーケン土地改良会社を設立し、19世紀半ばと後半はその子孫によって運営された。この会社が道路や街区の配置を決め、家を建て、工場用地を開発した。一般的に住居は3階ないし5階建ての石煉瓦造りが並び、今日でも五番目状の街区と共に残っている。ホーボーケンの港と工業地域としての利点が明白になってきた。
ホーボーケンの町は1849年4月9日にノースバーゲン・タウンシップから分離してタウンシップとして設立された。人口や雇用数が増加するにつれて、住民は本格的な市制執行の必要性を感じるようになり、1855年3月29日に住民投票が行われ、その前日に署名されたニュージャージー州議会の法律を批准して、ホーボーケン市が生まれた。その後に行われた選挙で、コーニーリアス・V・クリックナーが初代市長になった。1859年3月15日、ホーボーケン市とノースバーゲン・タウンシップの一部からウィーホーケン・タウンシップが創られた。
1870年、エドウィン・A・スティーブンスの遺贈に基づき、スティーブンス家の以前の土地であったキャッスル・ポイントにスティーブンス工科大学が創設された。19世紀終わり頃までに大きな商船会社がホーボーケン港を積荷の上げ卸しに使うようになり、またデラウェア・ラッカワナ・アンド・ウェスタン鉄道（後のエリー・ラッカワナ鉄道）が伸びて港に繋ぐ水際に鉄道駅「ホーボーケン駅」（Hoboken Terminal、端駅であるためもっぱらstationではなくterminalと呼ばれる）を造った。19世紀の大半はドイツ人移民が多かったが、市内でも圧倒的多数になったのがこの時期であり、少なくともハンブルク＝アメリカ航路の主要な停泊港であったことが要因の一部であった。主要産業である造船業に加えて、1884年には製図器のコイフェル・アンド・エッサーがティートヤン・アンド・ラング・ドライドック（後のトッド造船所）に3階建ての工場を構えた。20世紀への変わり目にホーボーケンを本拠とした著名企業には、コーヒーのマクスウェル・ハウス、紅茶のリプトン・ティおよび菓子のホステスがあった。

### 野球の発祥地

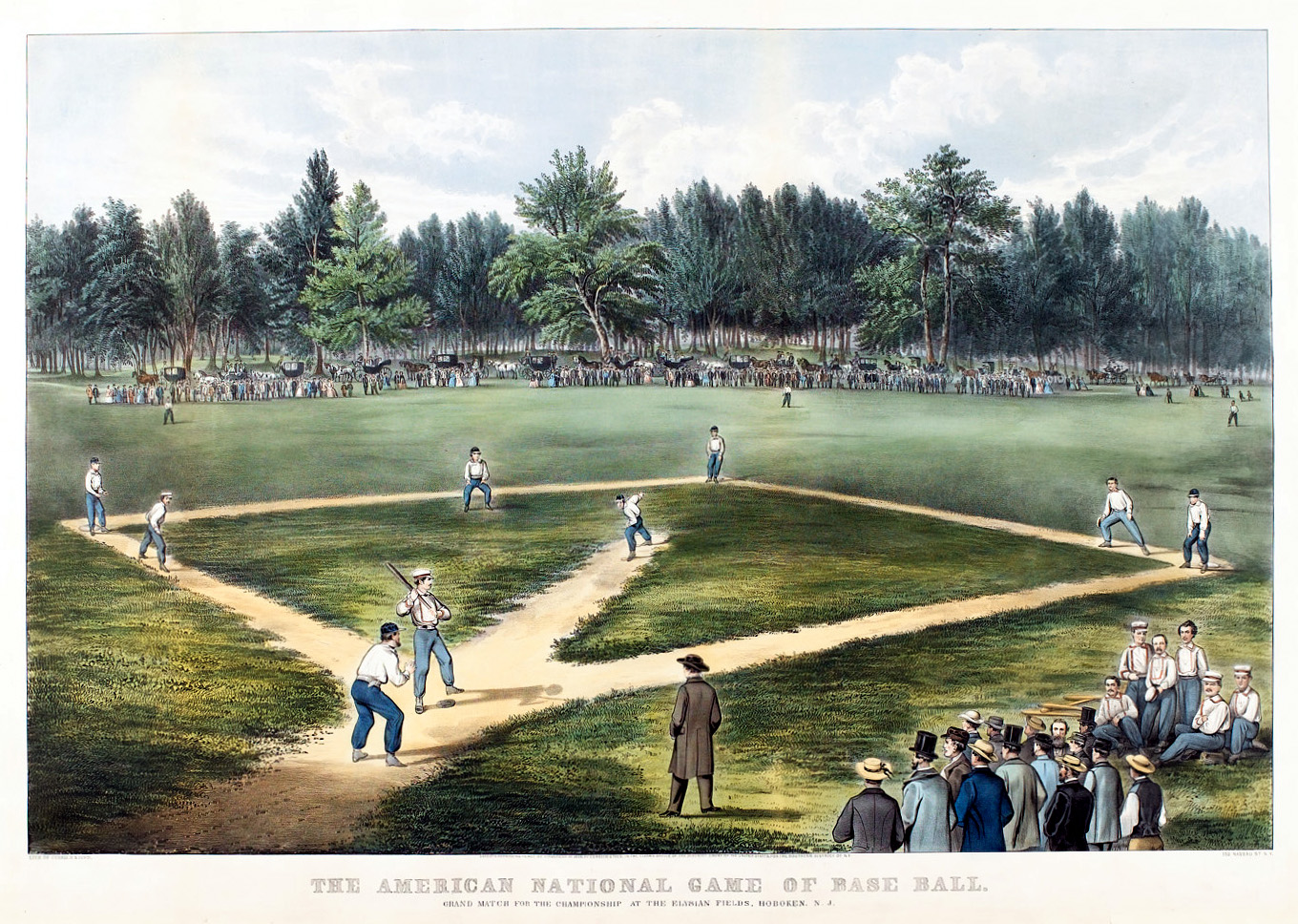
エリシアン球場で開催された初期の野球

ホーボーケンが野球の発祥地であるという主張は、1846年にホーボーケンのエリシアン球場(en)でニッカーボッカー・ベースボール・クラブとニューヨーク・ナインの試合が初めてのクラブ対抗戦として開催されたことを根拠としている。11番街とワシントン・ストリートにある銘板と野球のダイアモンドに擬した舗装道路がこの出来事の記念である。
1845年、アレクサンダー・カートライトが設立したニッカーボッカー・クラブはニューヨークが本拠だったが、マンハッタンに適当なグラウンドが無かったためにエリシアン球場を使い始めた。選手にはセントジョージズ・クリケット・クラブ(en)の選手でもあるハリー・ライトとジョージ・ライトの兄弟、イギリス生まれのジャーナリストで「アメリカの娯楽」（野球を指す）という言葉を創ったヘンリー・チャドウィックが含まれていた。
1850年代までに、マンハッタンに本拠を置くナショナル野球選手協会のメンバーがエリシアン球場を本拠としている一方で、セントジョージズは同じ球場でカナダ、イギリスおよびアメリカの国際試合を開催し続けた。1859年、プロのクリケットチームであるジャック・パーズ・アール・イングランド・イレブンがユナイテッド・ステイツXXIIとホーボーケンで対戦して楽勝した。サム・ライトとその息子達、ハリーとジョージが、負けたユナイテッド・ステイツXXIIの選手であり、この敗北で心ならずも地元の選手達に野球を取り上げるよう奨励することになった。ヘンリー・チャドウィックはアマチュアのアメリカ選手はプロの選手に要求されるような高レベルのクリケット技能を鍛えるだけの時間が無いという結論を引き出し、クリケットではなく、野球がアメリカの娯楽になるべきと考えた。ハリーとジョージの兄弟は、1869年にアーロン・チャンピオンの出資でシンシナティ・レッド・ストッキングスを立ち上げた時に、アメリカでは最初のプロ野球選手となった。
1865年、エリシアン球場でニューヨークのミューチュアル・クラブとブルックリンのアトランティック・クラブの選手権試合が開催されおよそ2万人の観衆を集めた。この光景が印刷屋のカリアー&アイブズのリトグラフ「アメリカの国民的野球試合」（右図）に収められた。
ブルックリンにフェンスで囲まれた野球場が2つできて、興行主は入場料を取ることが可能になり、エリシアン球場の栄光の時代は去った。1868年、マンハッタンの主導的なクラブであるミューチュアルがブルックリンのユニオン・グラウンドに本拠を移した。1880年、ニューヨーク・メトロポリタンズとジャイアンツの創設者達が、ポロ・グラウンズとして知られることになるマンハッタンの野球場を本拠とすることができた。

### 「天国、地獄あるいはホーボーケン」
アメリカ合衆国が第一次世界大戦への参戦を決めたとき、ホーボーケン（およびニューオーリンズ）のハンブルク＝アメリカ航路の桟橋は土地収用の対象になった。港は連邦政府の管理下に置かれ、反ドイツ感情の高まりとともに、市内の一部は戒厳令下に置かれた。多くのドイツ人は移民管理局があったエリスアイランドに強制移住させられるか、市から離れることになった。ホーボーケンはヨーロッパに出征する兵士の主要な乗船港となり、ドウボーイ(en:Doughboy)（歩兵）と呼ばれる300万人以上の兵士が出港した。兵士達は早期の帰還を期待していたので、パーシング将軍が「天国、地獄あるいはホーボーケン...クリスマスまでに」というスローガンを創った。

### 2つの大戦間の時代
第一次世界大戦が終わると、アドリア海の港湾市モルフェッタからのイタリア人が市の大きな民族集団となり、アイルランドからの移民も増えるようになった。ホーボーケンも不況を経験したが、造船所や工場の仕事はあり、借家は一杯になった。中央ヨーロッパのドイツ語を話すユダヤ人が移民してきて、小さな事業を営んだ。ニューヨーク・ニュージャージー港湾公社が1921年4月30日に設立された。1927年にホランド・トンネル、1937年にリンカーン・トンネルが完成し、ニュージャージーとニューヨーク市が海上によらず車で通行できるようになった。

### 第二次世界大戦の後
第二次世界大戦はホーボーケンの活力を回復させた。市内にある多くの産業が戦争遂行に必要とされた。男達が戦争に行くと多くの女性が工場で雇われ、トッド造船所を初めとする幾つかの工場では女性を職制に付けるなど動機付けを図った。復員兵の中にはGIの住居手形を使う者もいたが、民族集団や家族の絆のある者は市内に留まることを選んだ。1950年代、市の経済は依然、トッド造船所、マクスウェル・ハウス、リプトン・ティ、ホステス、ベスレヘム・スチールなど大きな工場のある企業に支えられ、そこここで大きな機関設備に対する投資も衰えなかった。労働組合が強く、給与もそこそこ良かった。
しかし、1960年代までに事態は崩れていった。20世紀への変わり目に建てられた住居がみすぼらしくなりしかも混み合っていた。造船業は外国の方が安く造れるようになった。輻輳した市内の通りにある煉瓦造りの建物よりも駐車場に囲まれた1階建ての工場の方が製造業においても物流においても経済的になった。製造業は緑の多い広野に移り、港は大きな設備のあるニューアーク湾に仕事を奪われ、車、トラックおよび飛行機が従来の鉄道や船に置き換わってアメリカの輸送力において支配的になると、ホーボーケンの町は容赦ない衰退の痛みを味わうようになった。ホーボーケン市民の多くは近郷のバーゲン郡やパセーイク郡の郊外に移住し、土地の価格が低下した。ホーボーケンは以前の活気ある港湾市の象徴的な存在から衰退の代表に変わり、しばしばパターソン、エリザベス、カムデンおよび隣のジャージーシティなど同じような現象に苦しむニュージャージー州の都市と同列に加えられた。
古い経済基盤は無くなり、新しいことは何も見えてこなかった。リバー・ストリート沿いのいわゆるスラムを壊すこと、またマリンビュー・プラザや中心街のチャーチ・タワーズに助成金のある中程度の所得者向け住宅を建てたことにより、人口の減少を食い止める試みが行われた。長く集められないままのゴミの山や半分野生化した犬の群れは見慣れない光景ではなくなった。ホーボーケン市は今より良き時代を経験しているが、今でも決して見棄てられていることはない。新しい移民の到来、多くはプエルトリコ人であるが、小規模ながら商店の営業を継続させ、放棄されていた住居が使われるようになった。しかし、多くの仕事があるというわけには行かなかった。「ザ・アベニュー」と呼ばれるワシントン・ストリートは板で玄関が閉じられてしまうこともなく、市民であることをまだ誇りにしている多くの者達の親密な近所付き合いが残った。スティーブンス工科大学は一級の工業系大学のままであり、マクスウェル・ハウスは製造音を出し続けており、ベスレヘム・スティールは丘に上がった水夫を労働者として雇っている。イタリア系アメリカ人などは総菜店（デリカテッセン）に「古い近所付き合い」を求めて戻ってきた。幾つかの通りはまだ「危うい」が多くは夜でも安全である。

### ウォーターフロント
ホーボーケンのウォーターフロントがホーボーケンを典型的な港町として特徴付け、19世紀から20世紀半ばまでの経済力を与えた。その頃のウォーターフロントは工業地域であり、大半が一般人には立ち入りできなかった。リプトンの紅茶工場とマクスウェル・ハウスの大きなコーヒー工場とベスレヘム・スティールの乾ドックが長い間北側の部分を占領していた。南側は元ハンブルク＝アメリカ航路の基地であったが第一次世界大戦勃発時に土地収用によって連邦政府に抑えられ、その後は東海岸の主要貨物船港であった。1954年制作の映画「波止場」（「On the Waterfront」）はアメリカの映画の中でも常に5本の指に入る名作だが、ホーボーケンで撮影され、港湾労働者の荒々しく乱雑な生活と組織犯罪による組合の浸透を劇的に描いていた。州間高速道路網の建設と海上コンテナ荷役設備（特にニューアーク＝エリザベス・マリン・ターミナル）の導入で、ドックは時代遅れとなり、1970年代までに多くが廃棄された。リバーストリートの一帯はバーバリ・コーストと呼ばれ、昔は造船工、水夫、海の商人など船乗り達の酒場や宿屋があったが、市街地再開発計画の一部として取り上げられた。没収された地域の管理は1950年代に市に戻されたが、港湾公社との複雑な賃貸契約によりその管理にほとんど影響を及ぼしていなかった。1980年代、ウォーターフロント問題がホーボーケンの主要政治課題になり、様々な市民団体や市政府が時には扱いにくい、時には愚かしい政策と裁判に巻き込まれた。1990年代、港湾公社、様々なレベルの自治体、ホーボーケン市民および私企業の開発業者が合意し、ウォーターフロントに商業ビルと住居ビルを建設し、オープンスペースを設けることになった。
ウォーターフロントの北側部分は私企業の所有する場所であったが、これも再開発された。乾ドックと生産施設は削り取られて中層のアパートが造られ、その多くは投資用住居として販売された。幾つかの建物は改修されて再利用に回された。その顕著な例がホーボーケン歴史博物館の喫茶室と機械室である。新しい建物は格子状の街路に沿って建てるよう義務付けられ、街の建築的特色と河面までの視界を保つように高さ制限が設けられた。中心街のシナトラ公園とシナトラ・ドライブはホーボーケンの最も有名な息子と考えられる男フランク・シナトラに因んだものであり、山の手のマクスウェルという名前はコーヒーを焙煎する香りが町に運ばれてきたことを思い出させ、さらに「最後の一滴まで美味しい」の大きなネオンサインが長い歴史のある風景の一部となっている。中間地区は蛇紋岩の露出部があり、その上にはスティーブンス工科大学がある。ここには唯一の未開発区域がある。崖の下には長く封印されたままのシビルの洞窟があり、今は再開の計画がある。川堤の遊歩道はハドソン川ウォーターフロント歩道の一部であり、州が建てたマスタープランではベーヨン・ブリッジからジョージ・ワシントン・ブリッジまでを繋ぎ、どこでも水辺に降りていけるようにし、ニューヨークのスカイラインを背景にハドソン川の広々とした眺めを楽しめる帯状の都市公園になる。

### 投機熱と新参者
1970年代から1990年代にかけて、ホーボーケンでは投機熱が高まった。これは、ニューヨークなどの住人が、20世紀の変わり目頃に造られた褐色砂岩の壁の家（富裕階級の象徴）を購入して移り住み、中産階級が昔のままに残っていた地域に入りこんだことと、19世紀遅くのアパートを購入して借家として使うことを考えた地元や市外の不動産投機者によって加速された。ホーボーケンは連続した火事を経験したが、この幾つかは放火と判明した。不動産投資会社のアプライド・ハウジングが合衆国政府の支援を利用して準標準化住宅を回収し、援助された家賃を受け取る仕組みを作った（一般にセクション8と呼ばれる）。これで低収入者、住みかを追われた者、障害者でも町に入って来られるようになった。
ホーボーケンには、芸術家、音楽家、高度に機動性のある通勤者（ヤッピー、若い都会派プロフェッショナルとも言われる）、およびボヘミアンタイプの者が惹き付けられている。彼らは破産したニューヨークの社会経済的可能性と挑戦に興味を持ち、ホーボーケンの住居、公共建築および商業建築の美学に価値を見出し、その地域社会の感覚、比較的安い（ローワー・マンハッタンに比べて）賃貸料、および列車で直ぐに飛び出していけることに重きを置いている。マクスウェルが解放されホーボーケンは「ヒップな」（流行に敏感な）生活の場となった。この社会的変革の中で、いわゆる「新参者」が市内東半分の「古顔」に置き換わった。

### 現在
このジェントリフィケーション現象はブルックリンの一部やジャージーシティの中心街およびマンハッタンのイースト・ヴィレッジに似ている。また以前は人が住んでいなかったソーホー地区やトライベッカ地区にも、規模は小さいが似ている。芸術家や若い人が住むようになって町に対する認識が変わり、以前はそこに移り住もうと考えもしなかった人々が興味を持ち、安全で面白く、結果的に望ましい町だと考えるようになった。
多くの郊外居住者、海外企業駐在員の家族、国際人および移民で、ニューヨーク＝ニュージャージー地域のマンハッタンに近い所で機会を求めた者はハドソン川のジャージー側にその住み家を求め始め、不動産ブームも手伝って多くの者が投機機会を求めた。空き地に建物が建ち、借家はコンドミニアムになった。
ホーボーケンはワールドトレードセンターの破壊を痛切に感じ取った。新しい住民の多くはそこで働いており、ホーボーケンを不動産用の金を投資する場所に選んだ人々だったからである。再開発でウォーターフロントの元工場地帯への新しい建築が奨励され、伝統的に貧困層の多い市の西側は、ハドソン＝バーゲン・ライトレールとニュージャージー州土地活用政策と相俟って、トランジット・ビレッジの計画が進んでいる。ホーボーケンはアメリカの都心隣接生活再発見の焦点になり続けている。またニューヨーク都市圏に移住したいと願う者の最初の足場ともなっている。

## 政府

### 地方政府
ホーボーケン市はフォークナー法の下で市制を布き、市長と9人の委員の市制委員会によって運営されている。委員会委員の3名は市全体から選ばれ、残り6人は市内6つの区を代表している。候補者は政党に属さないことになっている。
ホーボーケン市の現在の市長はデイビッド・ロバーツである。市制委員会のメンバーは下記のようになっている。
- 第1区: テレサ・カスタラーノ (委員長)
- 第6区: ニーノ・ジアッチ (副委員長)
- 全区: テリー・ラブルノ
- 全区: ピーター・キャマラノ
- 全区: ルーベン・ラモス・ジュニア
- 第2区: ベス・メイソン
- 第3区: マイケル・ルッソ
- 第4区: ドーン・ジマー
- 第5区: ピーター・カニンガム

#### 市長選の歴史
ホーボーケンの自治都市として150年の歴史で、市長や市制委員会メンバーの選挙はホーボーケンの地域社会で運営されてきた。ホーボーケンの政治的視野はシティホールと市民の間の強い関係によって形作られてきた。市長や委員に出馬する者はホーボーケンで育った人々である。
最近の市長選の結果は以下の通りであった。
- トマス・ヴェゼッティ対スティーブ・キャピエロ（1985年、ヴェゼッティが6,990対6,647で勝利）
- パトリック・パスキュリ対ジョー・デラ・フェイブ（1988年、1989年パスキュリが勝利）
- アンソニー・ルッソ対イラ・カラシック（1993年、ルッソが7,023対5,623で勝利）
- デイビッド・ロバーツ対アンソニー・ルッソ（2001年、ロバーツが6,064対4,759で勝利）
- デイビッド・ロバーツ対キャロル・マーシュ（1985年、ロバーツが5,761対4,239で勝利）

### 連邦、州および郡の代表
ホーボーケンは連邦議会では第13選挙区であり、州議会では第33選挙区の一部である。
ニュージャージー州の連邦議会第13選挙区は、エセックス、ハドソン、ミドルセックスおよびユニオン各郡を含み、現在はアルビオ・シレス（民主党）が議員である。シレスは2006年1月16日以降空席となっていた議席を2006年11月7日の補選で獲得した。その前の議員はボブ・メネンデス（民主党）であり、ニュージャージー州知事になったジョン・コーザインの後を追って上院議員に回った。もう一人の上院議員はフランク・ローテンバーグ（民主党）である。
州議会第33選挙区は上院がバーナード・ケニー（民主党）、下院がブライアン・P・スタック（民主党）とシルベリオ・ベガ（民主党）が代議員となっている。州知事はジョン・コーザイン（民主党、ホーボーケン出身）である。
ハドソン郡の郡執行役はトマス・A・デガイズである。執行役が選ばれたフリーホールダーと共に議会を構成し郡政を担当している。フリーホールダーは9人で次の通りとなっている。第1区:ドーリーン・マカンドリュー・ディドメニコ、第2区:ウィリアム・オデア、第3区:ジェフリー・ダブリン、第4区:エリュー・リベラ、第5区:モーリス・フィッツギボンズ、第6区:ティロ・リバス、第7区:ジェラルド・ランゲ・ジュニア、第8区:トマス・リッジオ、第9区:アルバート・シフェリ。

## 交通

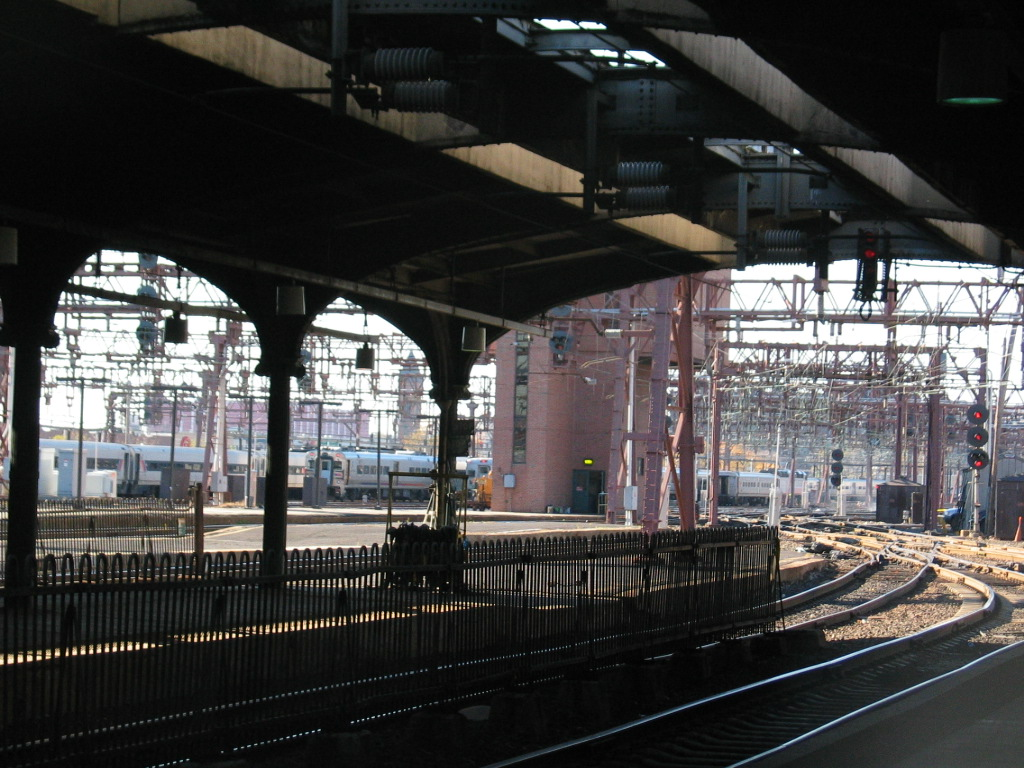
ホーボーケン駅のプラットフォーム

ホーボーケン駅は市域の南隅にある。デラウェア・ラッカワナ・アンド・ウェスタン鉄道によって1907年に建設された。国の史跡にもなっている。幾つかの交通網の発着点となっており、ニュージャージー・トランジットの最も重要な拠点である。かつてハドソン川西岸には鉄道とフェリーの結節点が5つあったが、現在でもその形態を保つ唯一のターミナル駅である。他の4カ所、ウィホーケンのウエストショア鉄道駅、パボニアのエリー鉄道駅、ジャージーシティのペンシルバニア鉄道中継駅などはすべて廃止になった。セントラル・レールロード・オブ・ニュージャージーのコミュニポー・ターミナルは保存されており、リバティ州立公園内で観光案内所になっている。沖合には有名なリバティ島がある。

### 鉄道
- ニュージャージー・トランジット：本線はサファーン駅まで、メトロポリタン・トランスポーテーション・オーソリティとメトロ・ノースとの相互乗り入れでポート・ジャービス駅まで急行がある。メイン・ライン、バーゲン・カウンティ線、パスカック・バレー線（午前中は内向き午後は外向き）の3線はセカーカス・ジャンクション駅を経由し、北東回廊線に乗換が可能。モンクレール＝ブーントン線とモリス・アンド・エセックス線はニューアークのブロード・ストリート駅を経由する。ノースジャージー海岸線はウォーターフロント接続線として限定運行でありニューアーク・ペン駅を経由してロングブランチとベイヘッドに至る。ラトリアンバレー線は限定運行でありニューアーク・ペン駅を経由する。
- ハドソン-バーゲン・ライトレール：ホーボーケン西の境界に沿って2番街、9番街およびホーボーケン駅を繋ぎ、南行きはジャージーシティ中心街とベイヨンへ、北行きはウィーホーケンのウォーターフロント、バーゲンラインおよびトンネル・アベニューへ向かう。
- パストレイン：ホーボーケン駅からマンハッタン中心部まで24時間地下鉄を運行。平日の昼間時間帯は、6番街に沿ってペンシルベニア駅に近い33丁目駅までの系統（ホーボーケン-33丁目線）と、ジャージーシティ中心街を経由してワールド・トレード・センターまでの系統（ホーボーケン-ワールド・トレード・センター線）が運行。平日深夜と土休日はジャーナル・スクエア駅と33丁目駅を結ぶ系統（ジャーナル・スクエア-33丁目線）がホーボーケン駅も経由する。

### 水上
- ニューヨーク・ウォーターウェイ：ハドソン川を渡すフェリーを運航。ホーボーケン駅から14番街のワールド・フィナンシャル・センターとローワー・マンハッタンの第11桟橋、ウォールストリート、およびマンハッタンの西39番街で様々な循環バスに乗り換え可能。

### 陸上
- タクシーは市内均一料金である。他の目的地の場合は料金交渉。
- バスはニュージャージー・トランジットが運行している。西行きはホーボーケン駅からオブザーバー・ハイウェイを通る。ニューアーク行き、ジャージーシティ行き、その他ハドソン郡や郊外の路線がある[16]。北行きはホーボーケン駅からワシントン・ストリート沿いを運行。リンカーン・トンネル経由で港湾公社バスターミナル行き、バーゲンライン、ノースハドソン行き、ノースバーゲン行き、通勤時間帯のウォーターフロントおよびブールバール・イースト経由でノースバーゲン行き[16]。
- アカデミー・バス：パークウェイ急行
- コーチUSA：ワシントン・ストリートニューアーク・ストリートから限定運行。スタテン・アイランド行き、リンカーン港またはジャージーシティ行き。
- ホーボーケン・クロスタウン循環線：シティホールからホーボーケン中心街

### 空路
- ニューアーク・リバティー国際空港：距離は約20キロメートルでニュージャージー州内で一番近い。定期便運行。
- ラガーディア空港：ニューヨーク市クイーンズ区フラッシングにあり距離は約20キロメートル。
- ジョン・F・ケネディ国際空港：クイーンズ区ジャマイカ・ベイにあり距離は約30キロメートル。
- テターボロ空港：ハッケンサックの南にあるジェネラル・アビエーション空港。
- エセックス郡空港：コールドウェルにあり、地域内用途利用。

### 道路
- リンカーン・トンネルは市の北部線を通りウィーホーケンへ。東はマンハッタン中央部、西はニュージャージー州道495線に繋ぐ。
- ホランド・トンネルは市の南部線を通りジャージーシティへ。東はマンハッタンのキャナル・ストリート、西は州間高速道路78号線と道路1&9に繋ぐ。
- 14番街高架橋：ジャージーシティ・ハイツとノース・ハドソン方面。
- パターソン・プランク道路：ジャージーシティ・ハイツ、ノース・ハドソンおよびセコーカス方面

## 特徴

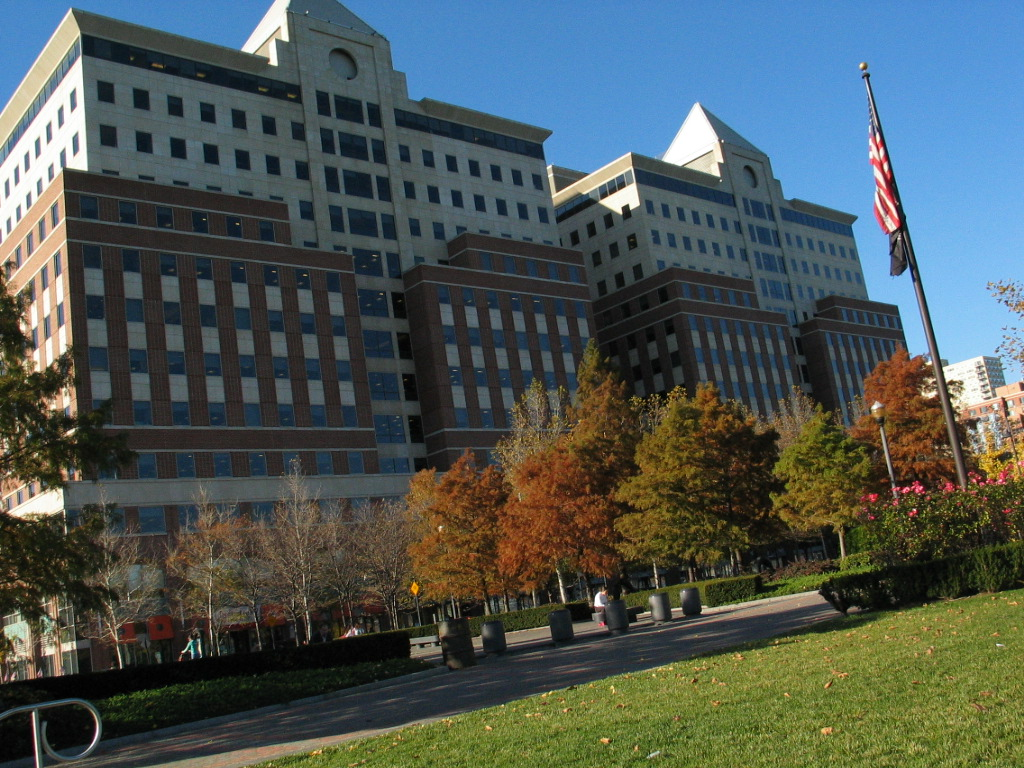
現代のホーボーケン

ホーボーケン市はハドソン郡と同様に人口密度が高く、多民族が住んでいる。近年、ベッドタウン化している。現職州知事のジョン・コーザインはホーボーケンに住み続けているが、知事公舎のあるドラムスワケットで職務を遂行しているので、市内で見られることは希である。

## 教育

### 公立学校
ホーボーケンの公立学校はアボット地区のホーボーケン教育委員会が運営している。この地区には3つの7年制小学校がある。第8学年を受け持つ中等学校が2校、第9から第12学年を受け持つホーボーケン高等学校1校がある。小学校は8年制にしようとしている。
さらに、次の8年制チャーター・スクールがあり、ホーボーケン教育委員会とは別にニュージャージー州教育局コミッショナーに認められた公立学校である。
- エリシアン・チャーター・スクール。設立は1997年。
- ホーボーケン・チャーター・スクール

### 私立学校
- オール・セインツ・エピスコパル・デイ・スクール
- ザ・ハドソン・スクール
- マスタード・シード・スクール
- スティーブンス・コーオペラティブ・スクール
- ホーボーケン・カソリック・アカデミー

### 大学

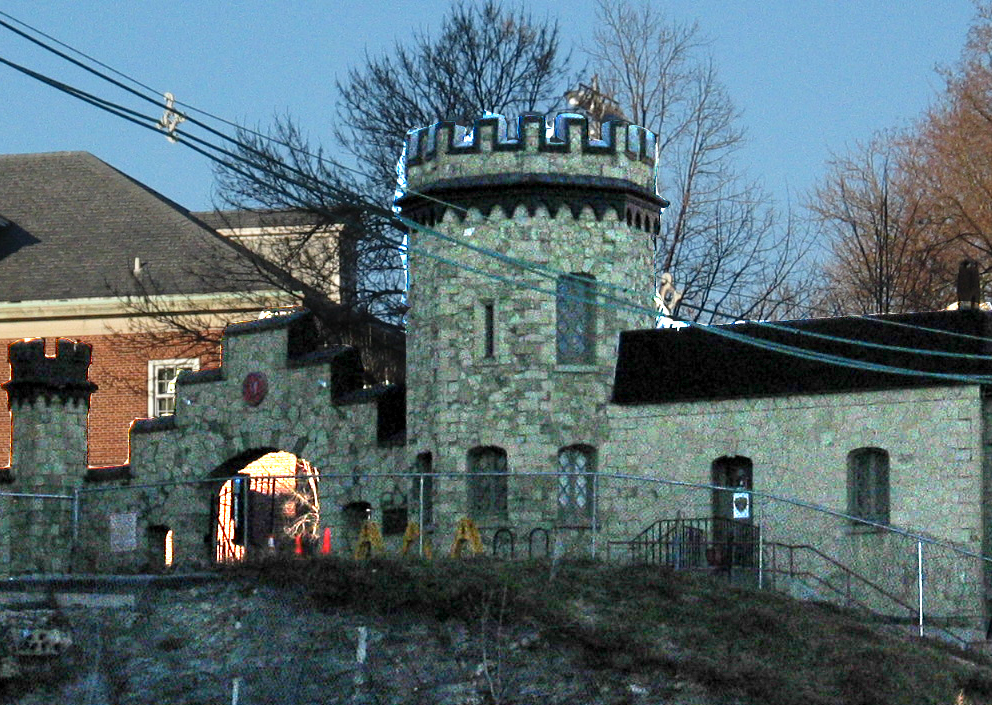
スティーブンス工科大学の城門型入り口

- スティーブンス工科大学

## ホーボーケンの「一番」
- アメリカ合衆国で最初の醸造所。キャッスル・ポイントの北。
- ジッパー。ホーボーケンのオートマティック・フック&アイ会社で発明された。
- 2つのチームによる最初の野球試合。エリシアン球場。
- 最初の蒸気船フェリー。1811年にマンハッタンとの間を運航。
- 合衆国で最初の蒸気機関車のデモンストレーション。ニューアーク・ストリート56番地。
- 電車の最初の出発。1931年。トーマス・エジソンによる。ラッカワナ駅からドーバーまで。
- ソフトクリームの偶然の発明。ワシントン・ストリート726番地。
- 合衆国で初めての自動駐車場。ガーデン・ストリート916番地。
- 最初のブリンピー・レストラン。1964年開店。7番街とワシントン・ストリートの角。開店から1週間、サンドウィッチ購入の全ての客に色つきボウル一杯の金魚をプレゼント。
- 合衆国では最初の中央制御空調の公共スペース。ホーボーケン駅[20]。
- 最初の無線電話システム。ホーボーケン駅。
- オレオ・クッキー。ホーボーケンで発売。

## 著名な住人
((B) はホーボーケン生まれを示す。)
- ハワード・エイケン、計算機のパイオニア[21] (B)
- リチャード・バローン、音楽家、ポップグループ「ザ・ボンゴス」の元リーダー[22]
- ミーシャ・バートン、The O.C.・シリーズの女優
- トム・ベテューヌ、別名"ブラインド・トム" (本名トマス・ウィギンス), 元奴隷、ピアノの天才
- ザ・ボンゴス、オルタナティブ・ミュージックのパイオニア[23]
- ボブ・ボーデン、『レイト・ショー・ウィズ・デイヴィッド・レターマン』の作家兼寄稿家[24]
- アンドレ・ウォーカー・ブリュースターアメリカ陸軍少将、栄誉メダル受賞者(B)
- マイケル・チャン、プロテニス選手(B)[25]
- アーウィン・チューシッド、ラジオ・パーソナリティ、著作家、音楽制作者、歴史家
- ジョン・コーザイン、ニュージャージー州知事[17]
- ジョン・J・イーガン、ニュージャージー州選出アメリカ合衆国下院議員[26] (B)
- ルーク・ファウスト、音楽家
- ビリー・マン、シンガーソングライター、レコード・プロデューサー
- ビル・フリセル、 "アバンギャルド"音楽家、作曲家
- ヘティ・グリーン、実業家、起業家
- チェイム・ヒルシェンゾーン、ユダヤ教牧師、初期ジオニスト指導者
- ジュリエット・ハディ、Foxニューズ・パーソナリティ
- マイク・ジェリック、朝のテレビ・シリーズ Fox & Friendsのホスト
- アルフレッド・キンゼイ、性行動を研究した心理学者(B)
- ウィレム・デ・クーニング、20世紀のオランダ出身の画家
- アルフレッド・L・クローバー、20世紀の人類学者(B)
- ガブリエル・ヘルナンデス、ラッパー、グループの108タングズのリーダー、イェール大学卒、スカル・アンド・ボーンズ秘密結社の一員(B)
- アーティー・ランゲ、喜劇俳優、 comedic actor, マッドTV!に出演、Howard Stern Showレギュラー.[27]
- ドロシア・ラング、肖像写真家(B)
- キャロライン・リービット、著作家
- マーク・ライナー、ポスト・モダン著作家
- ジョージ・ゴードン・リディ、ウォーターゲート事件共謀者、ラジオトークショーホスト(B)
- ジャネット・ルポー、1975年11月のPLAYBOYのプレイメイト (B)
- イーライ・マニング、ニューヨーク・ジャイアンツ 一軍のクォーターバック
- ジェシー・パーマー、元プロ・フットボール選手、テレビ・ショーThe Bachelorの元スター
- ジョー・パントリアーノ、俳優[24] (B)
- マリア・ペペ、リトルリーグ野球で最初の少女選手(B)
- トム・ペルフリー、ガイディング・ライトの役割でエミー賞受賞者
- ダニエル・ピンクウォーター、National Public Radio コメンテーター、著作家
- アンナ・キンドレン、コラムニスト、小説家
- ジェイムズ・ラド、ブロードウェイ・ミュージカルHairの共同制作者
- ジェローム・ラグネ、ブロードウェイ・ミュージカルHairの共同制作者
- マギー・レンジ、女優、プロデューサー
- アレックス・ロドリゲス、ニューヨーク・ヤンキース選手
- テリー・アレクサンダー、ギリシャの船主
- シグリンダ・サンチェス、プエルトリコ人で最初の国会議事堂給仕
- イアン・サポリト、起業家
- ジョン・セイルズ、映画監督、著作家[22]
- スティーブ・シェリー、ロックバンドソニック・ユースのドラム奏者
- ジェレミー・ショッキー、ニューヨーク・ジャイアンツのプロ・フットボール選手
- チャールズ・シュレーボーゲル (1861-1912)、画家、消滅する西部辺境を描いた[28]
- フランク・シナトラ、歌手、俳優[22]  (B)
- アルフレッド・スティーグリッツ 、19世紀から20世紀初めの写真家(B)
- ジョー・サレイティス (1921-)、ニューヨーク・ジャイアンツのラニングバック(1943-1953)[29]
- ジェフ・タマーキン、音楽ジャーナリスト、編集者
- ヨ・ラ・テンゴ、アートロックバンド
- エドウィン・R・V・ライト、ニュージャージー州選出アメリカ合衆国下院議員(1865-1867)[30]
- ピア・ザドラ、歌手、女優(B)

## 地元の興味あるもの

### 観光スポット
- スティーブンス工科大学。ハドソン川を望む位置にある。
- ホーボーケン駅。1908年に建設された国定史跡。
- マリンビュー・プラザ。人によっては目障り。都市再開発建築の一例。
- ウィーホーケン・コーブ
- キャッスル・ポイント
- シビルの洞窟。ウォーターフロントに蛇紋岩の露出部足下。非公開。
- マクスウェルズ。ニューヨークのロックバンド。
- ホーボーケン自由公共図書館。写真、地図、遺物など展示品を入れ替えている
- ホーボーケン歴史博物館。テーマのある展示。2年毎に入れ替え。
- ハドソン川ウォーターフロント歩道
- デボーン公会堂。スティーブンス公園の"A"ハウス。劇場とダンス制作。
- ホーボーケン緑市場。ホーボーケン駅で毎週火曜日。

### 年中行事
- ホーボーケン・ハウスツアー（春）。歴史、建築、あるいは美学的興味ある私有財産の内部見学。
- ホーボーケン・スタディオツアー（秋）。町で働く画家のスタディお公開。
- ホーボーケン芸術音楽祭。（春と秋）。音楽、芸術および技能。ウォーターフロントとワシントン・ストリート。
- ホーボーケン（秘密）庭園ツアー（晩春）。
- セントパトリックスデー・パレード（通常、3月最初の土曜日）
- セブンス・イニング・ストレッチ（秋）。マイル・スクェア劇場会社による野球を題材にした一幕劇。
- セントアンソニー祭り
- セントアン祭り。ほぼ100年の歴史。
- ニュージャージー・トランシット祭り（秋）交通に関する展示。ホーボーケン駅。列車の旅もある。
- 星の下の映画祭（夏）。野外映画祭

## 公園
19世紀の格子状街路計画で4つの公園も配置された。
- チャーチ・スクェア公園
- コロンバス公園、市内で唯一のハドソン郡の公園
- エリシアン公園、エリシアン球場の名残
- スティーブンス公園

他の公園は後に造られたが、市内南東の街路に合わせられた。
- ゲートウェイ公園、最小で市内からは最も遠い
- ジャクソン通り公園、ほとんどコンクリートの公園
- リージョン公園
- マディソン公園、高齢者住宅に隣接、公園と言うよりも広場ハドソン川ウォーターフロント歩道は、法律によって最小幅30フィート (9 m)とされている。今日までに完成した部分と新しい公園および改修された桟橋は以下の通り。

- ホーボーケン駅のプラザ
- 桟橋A
- ニューアークから5番街までの歩道と自転車道
- フランク・シナトラ公園
- キャッスル・ポイント公園
- シナトラ・ドライブ、12番街まで、工事中、元マクスウェル・ハウス工場跡
- 12番街から14番街まで、元ベスレヘム・スティールのドック跡
- ホーボーケン・ノース・ニューヨーク水路桟橋
- 14番街桟橋
- 14番街、北はウィーホーケン・コーブに南端まで、元リプトン・ティ工場跡
- リバー・フロントの他の部分は私有地であり、土地の再開発が済むまでは歩道の建設が求められていない。

ホーボーケン公園イニシャチブは市内に更に多くの公共空間を作る市の計画であり、私企業とのトレードオフによる寄付やニュージャージー州グリーンエーカー基金および政府の認めるものを資金計画に使っている。これは様々な市民団体と市役所との議論の素となっている。提案されている計画の中でもまだ実現されていないのがマクスウェル・プレースのものであり、その開発者は公共の歩道を造ることが義務付けられている。他の計画は次のとおり。
- ホーボーケン・アイランド。桟橋Aの橋に関連した9/11の記念。ニュージャージー州の市民39名の命が失われた[31]。
- 桟橋C。現在は消失。再建されてビーチバレーのコートを造り、釣り場にもなる。
- スティーブンス工科大学。アイススケートリンク。5番街の東端のリンクが恒久的になる。
- 1600パーク・アベニュー。2.4エーカー (10,000 m2)の公園。ハンドボールのコート2面、バスケットボールのコート2面。およびテニスコート2面。
- ホーボーケン・コーブ。5エーカーの公園 (20,000 m2)、パーク・アベニュー沿い・
- 16番街桟橋。 0.75エーカー (3,000 m2) ウィーホーケン・コーブに伸びる、運動場と展望テラス。
- グリーンベルト歩道。グリーンサーキットとも。」市の西の境界。屋上テニスコートと水泳場
- アッパーウエストサイド公園。市の南西隅、ハドソン＝バーゲン軽鉄道に隣接、4.2エーカー (17,000 m2)、アスレティックフィールド。